# Sophia University
Sophia University (上智大学?, Jōchi Daigaku) è un'università privata di ricerca con sede in Giappone e campus principale collocato vicino alla stazione di Yotsuya, in un quartiere di Tokyo chiamato Chiyoda. È una delle migliori università giapponesi ed è rinomata per il suo ambiente internazionale. Prende il nome dal greco Sophia, "Sapienza". L'equivalente titolo giapponese, Jōchi Daigaku, letteralmente significa "Università della Sapienza Superiore".
L'università sottolinea l'insegnamento delle lingue ed è nota per l'alto numero di iscrizioni di studenti internazionali. Ha inoltre un programma di scambio di studenti con diverse università estere, tra cui la University of California e la Pace University di New York. L'università era inizialmente riservata al solo componente maschile, ma attualmente ammette anche quello femminile; la proporzione tra uomini e donne è ora parificata. Gli alumni dell'università vengono chiamati "Sophians" e includono il 79º Primo Ministro giapponese, Morihiro Hosokawa, una quantità di politici correntemente parte della Dieta Nazionale, e professori di istituti accademici, tra i quali l'Università Imperiale di Tokyo e la Yale University.
Dal 2008, è  stato avviato un Programma di Global Leadership per studenti di 4 università gesuite dell'Asia orientale: l'Università Ateneo de Manila nelle Filippine, Università Cattolica Fu Jen a Taiwan, Sogang University nella Corea del Sud e la Sophia University in Giappone, che condividono lo stesso spirito cattolico.

## Storia
La Sophia University fu fondata dai gesuiti nel 1913. Fu la prima università in Giappone che realizzava i desideri di San Francesco Saverio, il quale era arrivato in Giappone nel 1549 per portare il Cristianesimo. Fu inaugurata con le facoltà di Letteratura tedesca, Filosofia e Commercio, guidate dal fondatore Hermann Hoffmann (1864-1937) che fu anche il primo presidente dell'istituto. Da allora, la Sophia University ha continuato a crescere, aumentando il numero di facoltà, accademici e studenti, oltre a promuovere il suo aspetto internazionale con l'organizzazione di programmi di scambio. Dal 1975 fino al 1981 fu guidata da un rettore italiano: Padre Giuseppe Pittau, primo straniero a ricoprire tale incarico. Con l'inaugurazione della Facoltà di Arti Liberali nel 2006, la Sophia University attualmente gestisce 27 dipartimenti in otto facoltà. Il presidente corrente (2012) è Yoshiaki Ishizawa. Padre Toshiaki Koso detiene invece l'incarico di Direttore del Consiglio di Amministrazione.